# Вулиця 60-річчя Жовтня (Сімферополь)
Вулиця 60-річчя Жовтня (крим. Oktâbrniñ 60 yıllığı soqağı) — вулиця в Центральному районі Сімферополя. Названа на честь Жовтневого перевороту.

## Опис
Вулиця бере початок від неназваної площі на перехресті з вулицями Гавена та Російською, закінчується розворотним кільцем біля 7-ї міськлікарні та переходом на вулицю Кантар. Загальна довжина вулиці становить 1,5 км.
Має три смуги в обидва боки, по вулиці ходять міські автобуси № 5, 7, 11, 30, 98, 99 та тролейбуси № 4 і № 9.
Перетинається вулицями Заліська, Барикадна, 1-ї Кінної Армії.
Сьогодні вулиця 60-річчя Жовтня – це одна з найбільших магістральних вулиць Сімферополя, що веде у тому числі і до нових мікрорайонів Новий Бор-Чокрак (Фонтани) та Новомиколаївка.

## Історія
Вулиця з'явилася у 1950-х роках як продовження вулиці Російської під час забудови майбутнього району 60-річчя Жовтня.
У 1975 році наприкінці вулиці була закладена 7-а міська лікарня.
У 1977 році перейменована на вулицю 60-річчя Жовтня.
У 2010 році відбулася масштабна реконструкція вулиці, між смугами був збудований бордюр з невеликим парканом.